# Ein Hut voller Sterne
Ein Hut voller Sterne (englischer Titel: A Hat Full of Sky) ist ein Fantasy-Roman von Terry Pratchett. Es ist der zweiunddreißigste Scheibenwelt-Roman. Ein Hut voller Sterne wurde 2004 publiziert und gewann 2005 den Locus Award. Ort der Handlung ist Lancre. Ein Hut voller Sterne gehört zu den Hexen-Geschichten, wobei Oma Wetterwachs und Nanny Ogg nur Nebenrollen spielen. Die Hauptlast der Geschichte ruht auf der inzwischen elfjährigen Tiffany Weh, die schmerzlich erkennen muss, dass auch in ihrem grundsätzlich freundlichen Wesen ziemlich unsympathische Charakterzüge verborgen sind.
Ein Hut voller Sterne, ist der dritte mit „Ein Märchen von der Scheibenwelt“ untertitelte Roman. Es folgen noch drei weitere Romane, die Tiffany Wehs Erwachsenwerden und ihre Hexenausbildung begleiten: Der Winterschmied, Das Mitternachtskleid sowie Die Krone des Schäfers.
Ein Hut voller Sterne ist ein Entwicklungsroman, der zeigt wie die Protagonistin, auf der Schwelle zur Pubertät, an der komplexer werdenden Realität als Person wächst.

## Deutsche Ausgabe
München, 2006, ISBN 3-442-54608-7

## Handlung
Ein Hut voller Sterne ist die Fortsetzung von Kleine freie Männer und erzählt die Geschichte des ersten Lehrjahrs von Tiffany Weh, der Hexe aus dem Kreideland. Sie ist jetzt elf Jahre alt geworden, und es ist an der Zeit, dass sie die versprochene Ausbildungsstelle bei den Hexen in den Spitzhornbergen antritt.
Sie verabschiedet sich von ihrer Familie, den Wir-sind-die-Größten! und der verstorbenen Oma Weh und verspricht, so bald wie möglich zurückzukommen.
Fräulein Tick, die Hexensucherin, bringt sie anschließend nach Zweihemden, einer Ortschaft mit Postkutschenanschluss. Aber statt in die Kutsche zu steigen, wechselt Tiffany auf den von ihrer künftigen Ausbilderin Frau Grad gelenkten Hexenbesen. Sie lernt sehr schnell, dass sie das Fliegen hasst.
Tiffany ist zu unerfahren und Fräulein Tick zu egozentrisch, um zu bemerken, dass sie in Zweihemden einer ernstzunehmenden Bedrohung ihrer geistigen Integrität ausgesetzt waren. Die in der jungen Hexe schlummernden Gaben haben eine uralte, gefährliche Entität angelockt, die körperlos und unsterblich das Universum durchstreift, stets auf der Suche nach neuen Wirtskörpern: einen Schwärmer. Die Wir-sind-die-Größten! aber, die Tiffany ja nie aus den Augen lassen, haben den Angriff sehr genau verfolgt. Auch wenn diese Attacke fehlgeschlagen und ihre Große kleine Hexe jetzt weit weg ist, macht sich Rob Irgendwer, der Große Mann des Clans, echte Sorgen. Keine lebende Kreatur hat je die Besetzung durch einen Schwärmer überlebt und ein Schwärmer, der sich einmal auf ein Opfer fixiert hatte, ließ nie mehr von ihm ab.
In den Bergen beginnt Tiffany ihre Hexenausbildung bei Frau Grad, die eigentlich zwei Frauen ist, eine Seele mit zwei Körpern sozusagen, was manchmal recht praktisch ist. Sie lernt, dass die Hexerei hauptsächlich aus sehr langweiliger und schmutziger Arbeit besteht. Hexen lernen so zu wissen, was sie tun. In ihrer raren Freizeit trifft sich Tiffany mit anderen Hexenazubis. Eindeutig steht dieser kleine Zirkel unter der Kuratel von Annagramma, der hochnäsigen Schülerin der noch hochnäsigeren Frau Ohrwurm. Annagramma kann und will Tiffany nicht für voll nehmen. Sie ist eben der Frischling, trägt grüne Kleider statt schwarze und als sie behauptet von Frau Wetterwachs einen unsichtbaren Hexenhut bekommen zu haben, wird sie gründlich ausgelacht.
Tiffany ist außer sich, im wahrsten Sinne des Wortes, und diesen Moment nutzt der Schwärmer um sich in sie einzunisten. Nur ein winziger Ort in ihrem Bewusstsein ist der echten Tiffany geblieben, von dem aus sie verzweifelt Hilferufe aussendet und den der Schwärmer mit aller Macht zu erobern versucht. Der Schwärmer hat in den Jahrmillionen seiner Existenz unendlich viel Wissen angehäuft, das nun Tiffany zur Verfügung steht. Plötzlich verfügt sie über ungeheure Macht, die sie bei einem Besuch bei Annagramma demonstriert und diese damit zwingt, ihre Freundin zu werden. Die beiden gehen gemeinsam auf Shoppingtour bei Zakzak, dem Zwerg, der alles für die moderne Hexe im Angebot hat. Wegen einer kleinen Meinungsverschiedenheit ruft Zakzak seinen Schutzzauberer Brian, der Tiffany aus dem Laden werfen soll. Der Schwärmer verwandelt ihn im Handumdrehen in einen jämmerlich quakenden Frosch, woraufhin Zakzak sich gegenüber allen „Vorschlägen“ Tiffanys ungemein aufgeschlossen zeigt.
Zurück bei ihrer Ausbilderin ermordet der Schwärmer, im Affekt, eine der beiden Frau Grads, was Tiffany die Gelegenheit verschafft noch einmal um ihren Körper zu kämpfen. Darüber fällt sie in ein Koma, was den Wir-sind-die-Größten!, die inzwischen auch in den Bergen angekommen sind, die Möglichkeit gibt, das schwer angeschlagene Bewusstsein ihrer Großen kleinen Hexe zu inspizieren. Tiffany signalisiert ihnen, dass drei Dinge zu ihrer Rettung beitragen könnten: Schafwolle, Terpentin und Fröhlicher Seemann Tabak. Zusammen ergibt das den Geruch von Oma Weh, der vielleicht genug Kraft generieren kann, um den Schwärmer zu vertreiben.
Tatsächlich gelingt dieser Plan. Oma Wetterwachs, alarmiert durch den lautstarken Einsatz mächtiger Magie, wacht darüber, dass der völlig verwirrte Geist Tiffanys, in dem immer noch Erinnerungen des Schwärmers herumirren, wieder zu sich selbst findet. Sie lässt Tiffany arbeiten und einiges von dem Unheil wiedergutmachen, das der Schwärmer angerichtet hat.
Nachdem sie wieder ganz sie selbst geworden ist, wird Tiffany bewusst, dass der Schwärmer nach wie vor in ihrer Nähe lauert und auf seine nächste Chance wartet. Eine endgültige Lösung muss her. Sie berät sich mit Oma Wetterwachs, und beide sind sich einig, dass der alljährliche Hexenwettbewerb der richtige Ort und Zeitpunkt wäre, dem Schwärmer den Garaus zu machen. Beide haben zwar nicht den geringsten Plan, wie das praktisch gehen soll, sind aber trotzdem zuversichtlich. Auf dem Wettbewerb lädt Tiffany dann bewusst den Schwärmer ein, in ihren Geist einzudringen. Sie lernt ein sehr ängstliches Wesen kennen, dem sie erst einmal einen Namen verpasst: Arthur. Nun erfüllt sie Arthurs sehnlichsten Wunsch, worauf der Schwärmer tatsächlich auf immer und ewig verschwindet. Anschließend holt Oma Wetterwachs Tiffany von dem Ort zurück, an den sie den Schwärmer gebracht hat. Gemeinsam trinken sie dann eine Tasse Tee und genießen den laufenden Wettbewerb, den Petulia mit ihrem „Schweinetrick“ gewinnt.

## Sonstiges
Das Buch erschien als gekürztes Hörbuch, gesprochen von Boris Aljinovic (ISBN 3-86604-095-4), sowie als ungekürztes Hörbuch als Download, gesprochen von Michael-Che Koch (ISBN 978-3-8371-1559-8).